# プロイセン科学アカデミー
プロイセン科学アカデミー（ドイツ語: Preußische Akademie der Wissenschaften）は、1700年7月11日にベルリンで創設されたアカデミー。その4年前に創設されたベルリン芸術アカデミーと共に「ベルリン・アカデミー」とも呼ばれた。

## 概要
ブランデンブルク選帝侯フリードリヒ3世がゴットフリート・ライプニッツの助言を元に Kurfürstlich Brandenburgische Societät der Wissenschaften（ブランデンブルク選帝侯立科学協会）として創設し、ライプニッツを初代会長とした。他のアカデミーとは異なり、国庫で賄われたものではなかった。ライプニッツの示唆に基づき、フリードリヒ3世はブランデンブルクでの暦の製造販売を同アカデミーに独占させた。1701年にフリードリヒがプロイセンの王フリードリヒ1世になりプロイセン王国を建国すると、Königlich Preußische Sozietät der Wissenschaften（プロイセン王立科学協会）に改称された。他のアカデミーは特定分野のみを扱うものが多い中で、プロイセン科学アカデミーは自然科学も人文科学も扱った。1710年、自然科学部門2つと人文科学部門2つの4部門に分割する規則が制定された。1830年、それらを物理学・数学部門と哲学・史学部門の2つにまとめた。
フリードリヒ2世（フリードリヒ大王）の治世下でアカデミーは大きな変革を体験している。1744年、Nouvelle Société Littéraire （文学新協会）と合併され Königliche Akademie der Wissenschaften（王立科学アカデミー）となった。新たに制定された規則では、未解決の科学的問題への解決策に対して金銭的報酬を支払うことが明記された。18世紀中にアカデミーとしての研究施設が作られた。1709年には天文台、1717年には公開の解剖学施設、1723年には医学研究施設、1718年には植物園、1753年には実験施設が作られている。ただし、それらは後にベルリン大学の施設になった。
1815年、様々な分野の委員会（ギリシャ＝ローマ考古学委員会、東洋委員会など）が創設され、研究を推進するようになった。委員の多くは対応する分野の学者である。1945年以降、これらの委員会が大学の学部の基盤となった例もある。
ナチス・ドイツ時代（1933年-1945年）、アカデミーは「強制的同一化」の対象となり、ユダヤ人の職員や会員が排除された。1939年7月8日に会則が改訂され、ナチスの指導者原理に従った組織改編が行われた。
第二次世界大戦後、ソ連軍占領当局がアカデミーを改組して1946年7月1日に Deutsche Akademie der Wissenschaften（ドイツ科学アカデミー）と改称。1972年、Akademie der Wissenschaften der DDR（東ドイツ科学アカデミー）と改称。東西ドイツが統一されるとこのアカデミーは解散され、1992年のベルリンとブランデンブルク州の協定によって Berlin-Brandenburgische Akademie der Wissenschaften（ベルリン・ブランデンブルク科学アカデミー）が創設された。1993年には、東ドイツ科学アカデミーの元会員60名がライプニッツ協会を創設している。

## 著名な会員
- ディミトリエ・カンテミール 外国会員 (1714)
- レオンハルト・オイラー (1741–1766)
- シャルル・ド・モンテスキュー 外国会員 (1746)
- ドゥニ・ディドロ 外国会員 (1751)
- ヨハン・ハインリッヒ・ランベルト (1763)
- イマヌエル・カント 外国会員 (1786)
- ヴォルテール (1750)
- ゴットホルト・エフライム・レッシング 外国会員 (1769)
- シャルル・メシエ 外国会員 (1769)
- フリードリヒ・シュライアマハー 正会員 (1810)
- ヘルマン・フォン・ヘルムホルツ 通信会員 (1857)、外国会員 (1870)、正会員 (1871)
- フェルディナント・ゲオルク・フロベニウス 正会員 (1893)
- マックス・プランク 正会員 (1894)
- アルベルト・アインシュタイン 正会員 (1914)